# Regiones de Yucatán

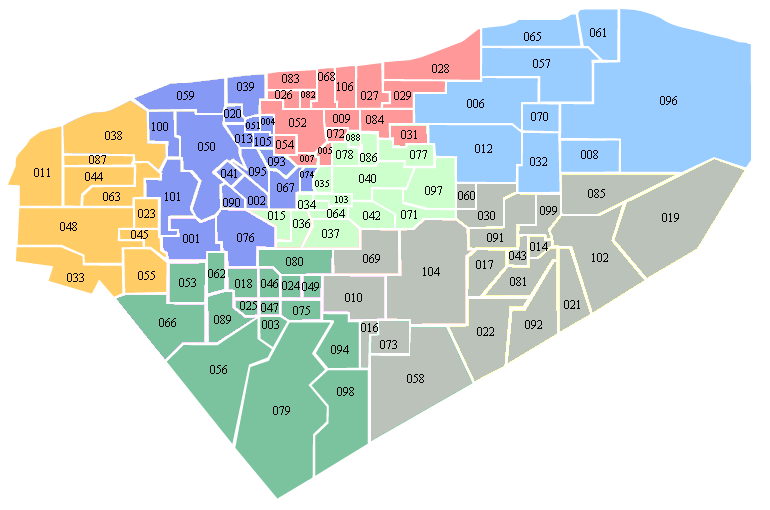
Regiones de Yucatán:
Región I: Poniente
Región II: Noroeste
Región III: Centro
Región IV: Litoral Centro
Región V: Noreste
Región VI: Oriente
Región VII: Sur

Las regiones de Yucatán son siete áreas socioeconómicas en las que se divide del estado de Yucatán, el cual está ubicado en la región sureste de México.
La regionalización fue realizada por el Instituto Nacional de Estadística y Geografía (INEGI) y el Gobierno del Estado de Yucatán con base en las propiedades viales, naturales, económicas y sociales de los municipios de Yucatán.
Yucatán cuenta con una extensión territorial aproximada de 39,524 km², lo que representa alrededor de un 2.02% de la superficie del país, situándose en el vigésimo puesto por superficie de entre las entidades federativas que conforman México.

## Regiones
El Estado de Yucatán está conformado por 106 municipios distribuidos en siete regiones de la siguiente manera:

### Poniente

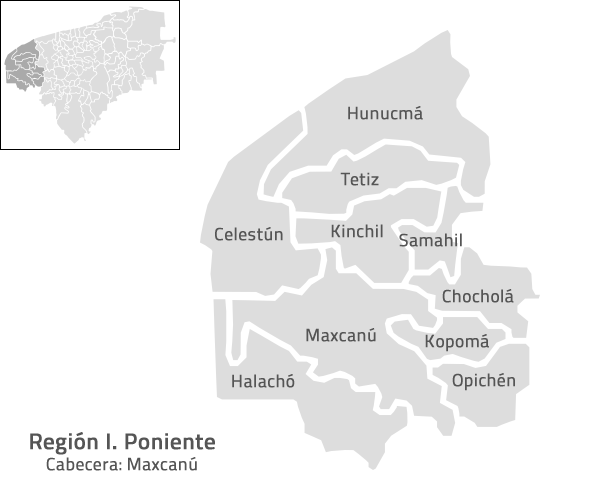
Región I. Poniente de Yucatán

Abarca 10 municipios. Su cabecera es Maxcanú.

Municipios:
- Maxcanú
- Celestún
- Chocholá
- Halachó
- Hunucmá
- Kinchil
- Kopomá
- Opichén
- Samahil
- Tetiz

### Noroeste

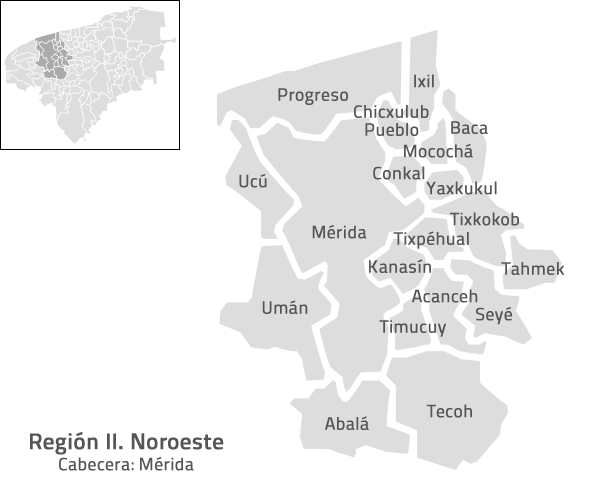
Región II. Noroeste de Yucatán

Abarca 19 municipios. Su cabecera es Mérida.

Municipios:
- Mérida
- Abalá
- Acanceh
- Baca
- Conkal
- Chicxulub Pueblo
- Ixil
- Kanasín
- Mocochá
- Progreso
- Seyé
- Tahmek
- Tecoh
- Timucuy
- Tixkokob
- Tixpéhual
- Ucú
- Umán
- Yaxkukul

### Centro

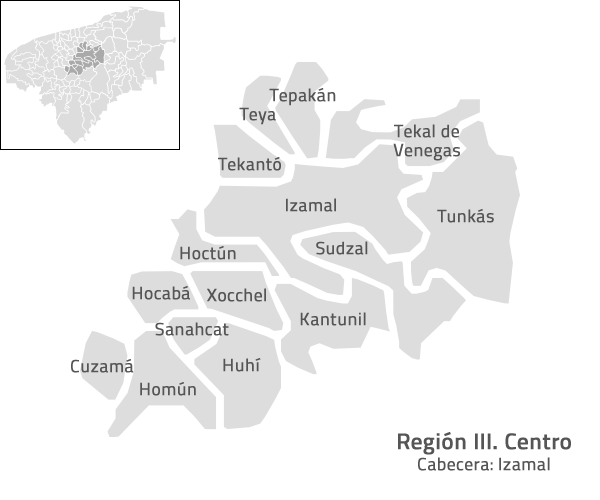
Región III. Centro de Yucatán

Abarca 15 municipios. Su cabecera es Izamal.

Municipios:
- Izamal
- Cuzamá
- Hocabá
- Hoctún
- Homún
- Huhí
- Kantunil
- Sanahcat
- Sudzal
- Tekal de Venegas
- Tekantó
- Tepakán
- Teya
- Tunkás
- Xocchel

### Litoral centro

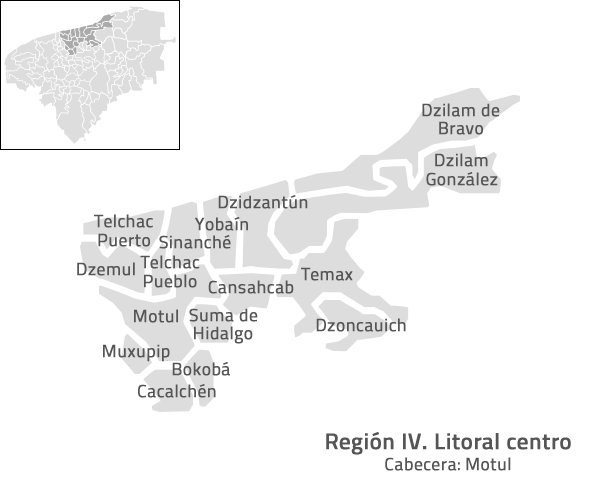
Región IV. Litoral Centro de Yucatán

Abarca 16 municipios. Su cabecera es Motul.

Municipios:
- Motul
- Bokobá
- Cacalchén
- Cansahcab
- Dzemul
- Dzidzantún
- Dzilam de Bravo
- Dzilam González
- Dzoncauich
- Muxupip
- Sinanché
- Suma de Hidalgo
- Telchac Pueblo
- Telchac Puerto
- Temax
- Yobaín

### Noreste

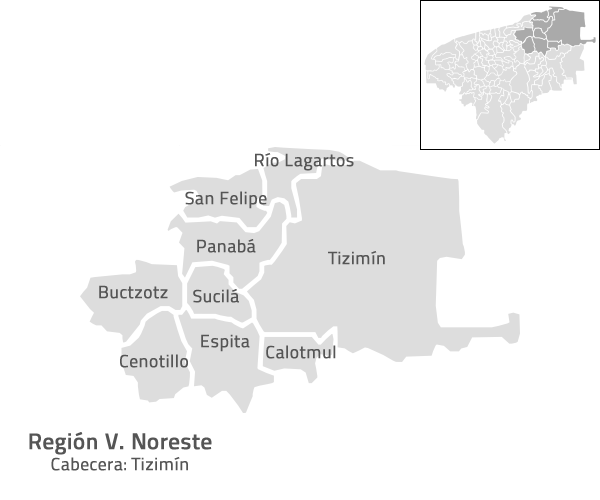
Región V. Noreste de Yucatán

Abarca 9 municipios. Su cabecera es Tízimin.

Municipios:
- Tízimin
- Buctzotz
- Calotmul
- Cenotillo
- Espita
- Panabá
- Río Lagartos
- San Felipe
- Sucilá

### Oriente

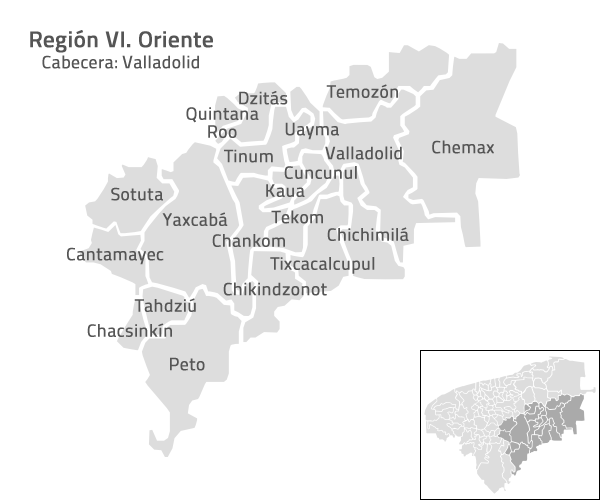
Región VI. Oriente de Yucatán

Abarca 20 municipios. Su cabecera es Valladolid.

Municipios:
- Valladolid
- Cantamayec
- Cuncunul
- Chacsinkín
- Chankom
- Chemax
- Chichimilá
- Chikindzonot
- Dzitás
- Kaua
- Peto
- Quintana Roo
- Sotuta
- Tahdziú
- Tekom
- Temozón
- Tinum
- Tixcacalcupul
- Uayma
- Yaxcabá

### Sur

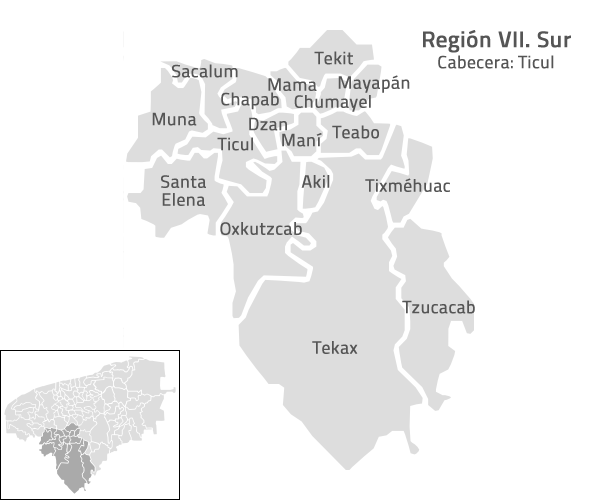
Región VII. Sur de Yucatán

Abarca 17 municipios. Su cabecera es Ticul.

Municipios
- Ticul
- Akil
- Chapab
- Chumayel
- Dzan
- Mama
- Maní
- Mayapán
- Muna
- Oxkutzcab
- Sacalum
- Santa Elena
- Teabo
- Tekax
- Tekit
- Tixméhuac
- Tzucacab

## Regiones anteriores

Anterior regionalización de Yucatán:
Región I: Litoral Oriente
Región II: Oriente
Región III: Litoral Centro
Región IV: Centro
Región V: Centro Sur
Región VI: Influencia Metropolitana
Región VII: Sur
Región IX: Sur Poniente

Anteriormente, Yucatán estaba regionalizado en nueve áreas. Esta división fue hecha por el Instituto Nacional para el Federalismo y el Desarrollo Municipal (INAFED), pero posteriormente se cambió a la distribución actual de 7 regiones mediante la reforma al artículo de una norma de planeación para el desarrollo del estado de Yucatán.